# Isla Roca Redonda (Galápagos)
Roca Redonda es una pequeña isla rocosa y bastante alejada dentro el archipiélago de las islas Galápagos, que pertenece al Ecuador. Tiene forma alargada y no circular, con una longitud de 308 metros a lo largo del eje suroeste-noreste y una anchura de 136 metros. Está situada a 25 kilómetros al noroeste de Isabela, la isla más grande del archipiélago. La superficie de la roca es de unas tres hectáreas (0,043 km²). Roca Redonda representa la cumbre de un volcán submarino y se eleva verticalmente a 70 m de altura desde el océano. La isla tiene un llamativo formación montañosa, similar a una meseta.
Roca Redonda no constituye un área importante de reproducción de aves marinas, pero si es un destino popular para turistas de buceo.